# Машрабия

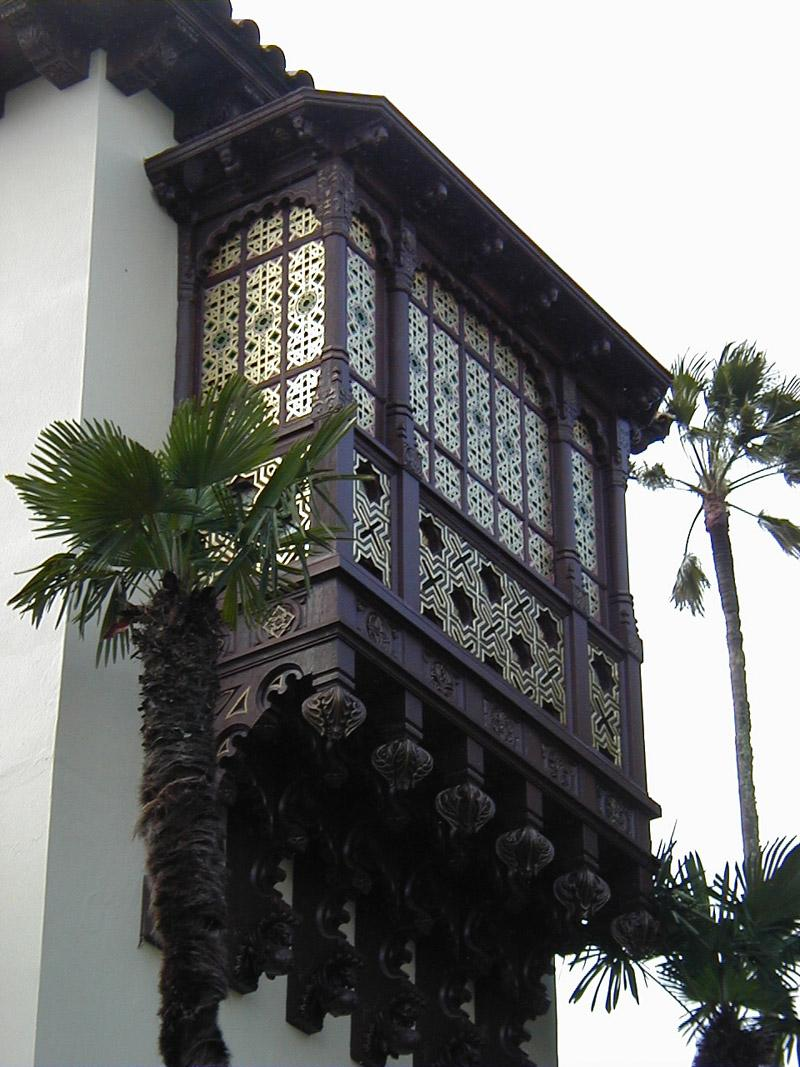
Машрабия в египетском стиле

Машраби́я (араб. مشربية‎) или шанаши́л (араб. شناشيل‎) — элемент арабской архитектуры, представляющий собой узорные деревянные решётки, закрывающие снаружи окна, балконы, либо используемые как ширмы или перегородки внутри здания.

## История
Машрабия как элемент возникла в Багдаде в XII веке н. э..
- Само название машрабия происходит от арабского слова «машраба» (кувшин). Машрабия служит местом для хранения питьевой воды в кувшинах, выполненных из пористой глины. Вода, просачиваясь сквозь стенки этих сосудов, образует на них большую смоченную поверхность испарения, благодаря чему содержимое кувшинов остается прохладным, а омывающие такие поверхности воздушные потоки охлаждаются. Такой способ испарительного охлаждения применялся еще 2500 лет до н. э. в египетских дворцах.

Изначально машрабии представляли собой каменные коробки типа эркеров, устраиваемые перед окнами жилых домов; они выступали из стены наружу на 20-70 см и имели три вертикальные стенки с множеством небольших сквозных отверстий, через которые внутрь машрабии поступал воздух. В окнах нижнего этажа в машрабии обычно находится эркер с дверцей. Туда ставили кувшин с водой, и каждый прохожий мог напиться.
Впоследствии наряду с каменными стали применять и деревянные машрабии, ограждения которых состояли либо из многочисленных открывающихся створок, либо из целых решетчатых деревянных панелей.
Решетка обеспечивает беспрепятственное проникновение во внутренние помещения потока свежего воздуха, и в то же время надежно защищает от палящих солнечных лучей, не мешая хорошему обзору окрестностей.
Детали решетчатых вставных полотен выточены и набраны таким образом, чтобы снаружи они были непроницаемы, но просматривались изнутри.
Распространено утверждение, что машрабия предназначалась для отделения помещений для женщин от остальной части дома, или использовалась как окно-вуаль восточной женщины. Однако машрабия не является исключительно элементом исламской архитектуры: так, машрабией прикрыты окна Коптского музея и окна в домах христиан в Старом Каире, а также окна Коптского православного собора Святого Марка в Каире и др.
Решётчатый фасад по принципу машрабии реализован при строительстве небоскребов Al Bahar в Абу-Даби, ОАЭ, что позволило обеспечить прохладу в офисных помещениях при условии 50-градусной жары.

## Галерея объектов

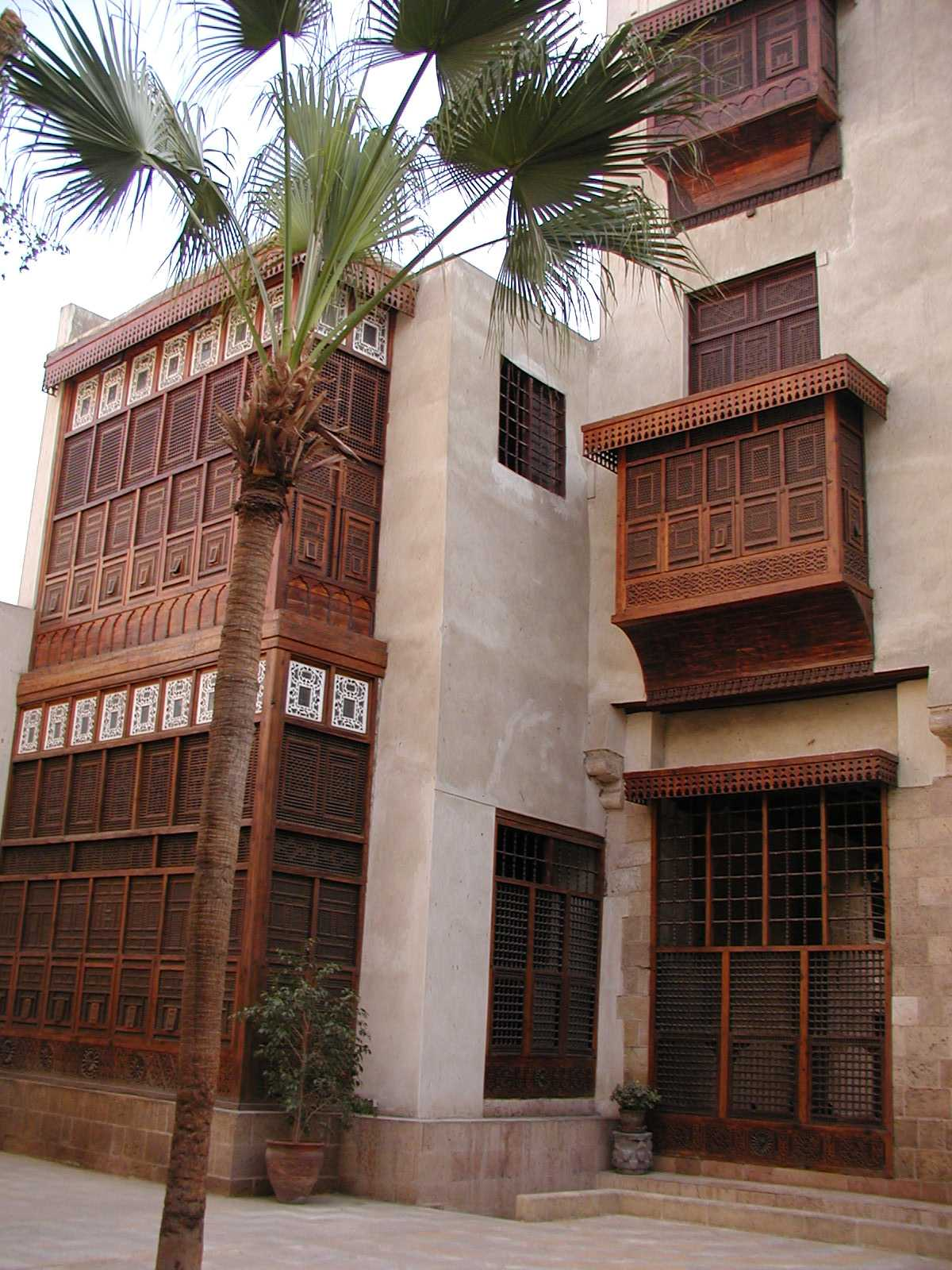
Машрабия, здание в Каире
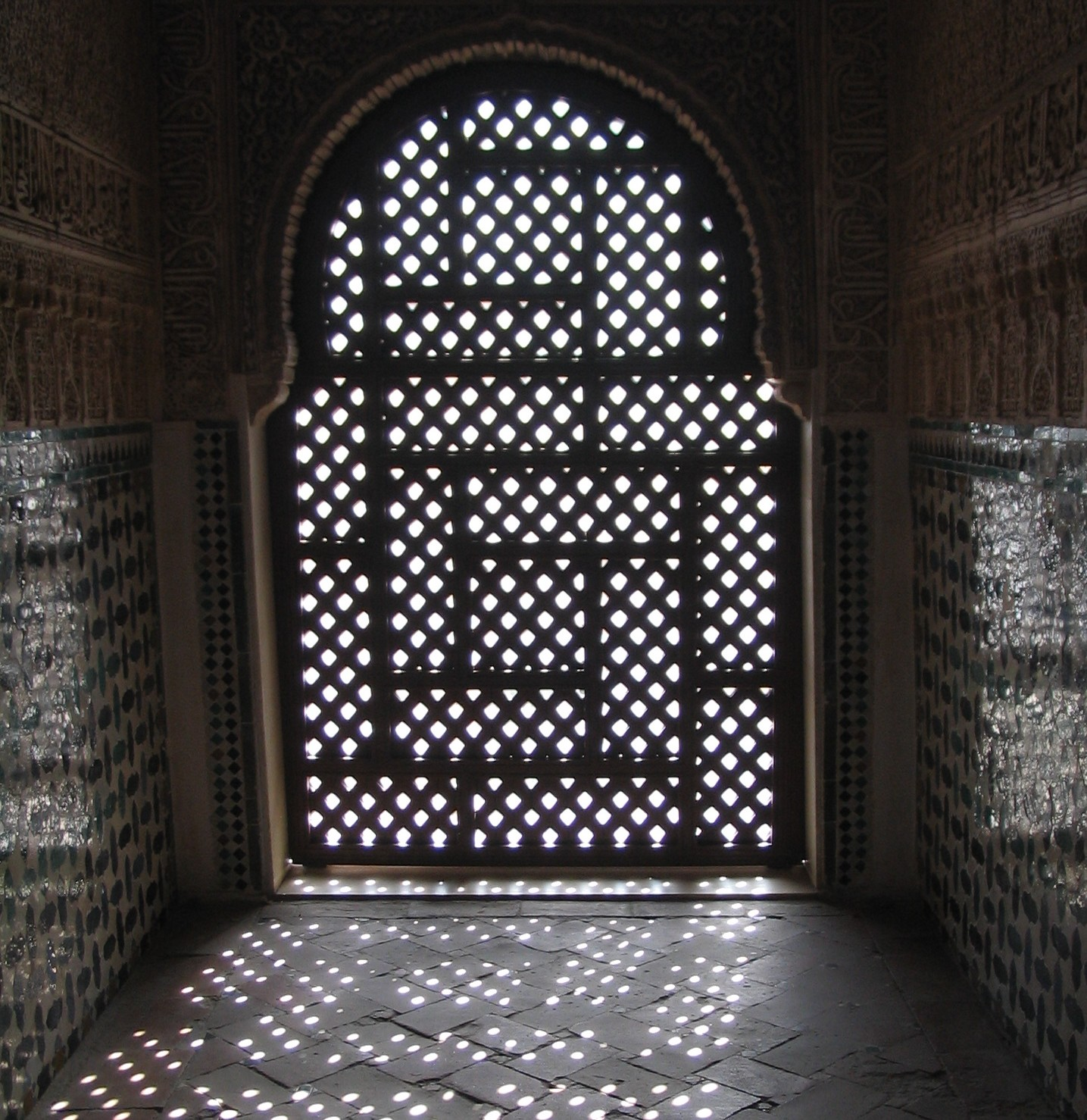
Машрабия, вид изнутри здания. Замок Альгамбра, Гранада, Южная Испания
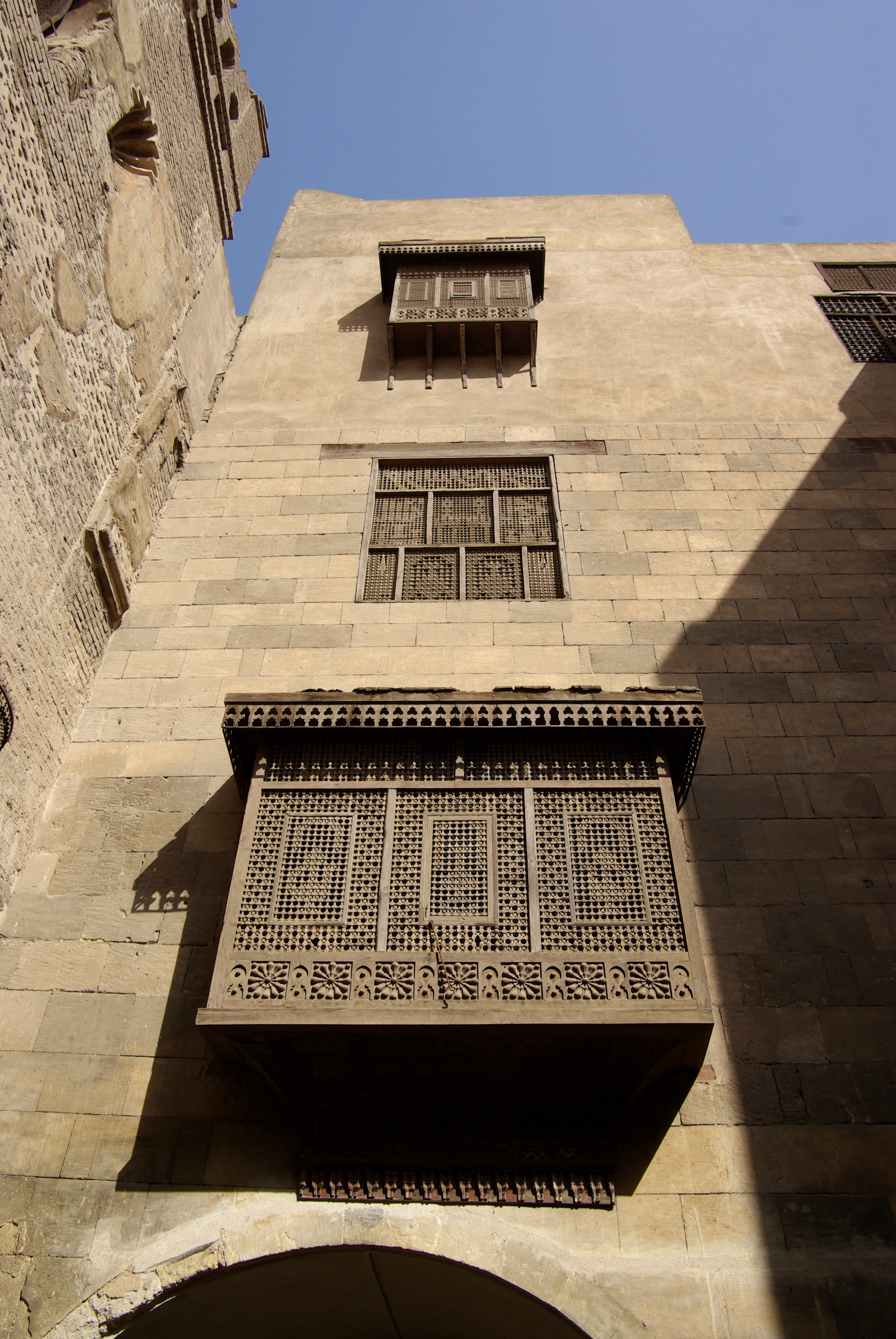
Машрабия, Музей Гайера-Андерсона, Каир
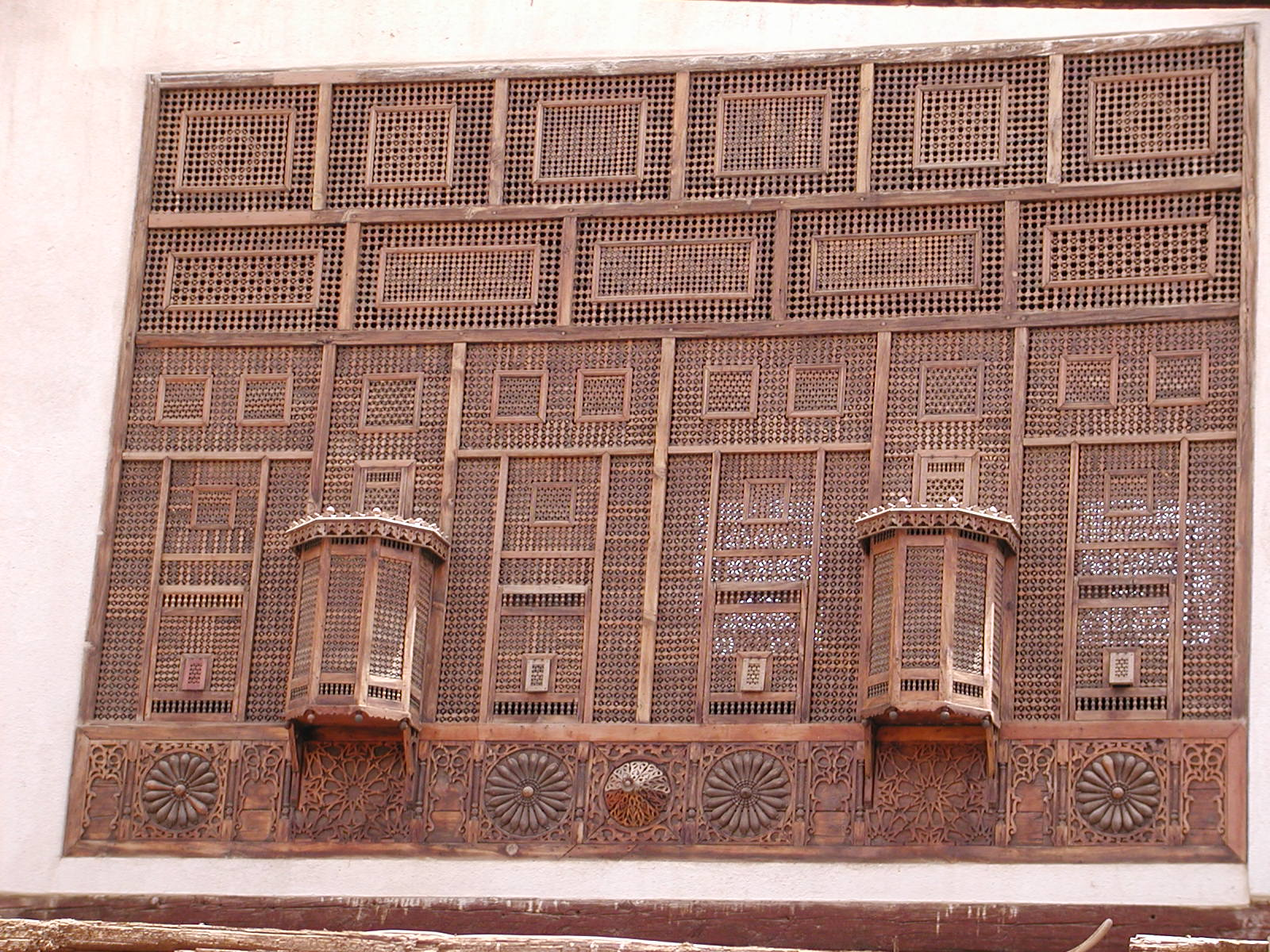
Фасад в стиле машрабия в Каире